# Алдияров, Тулеу Алдиярович
Тулеу Алдиярович Алдияров (5 января 1926 года — 9 ноября 1984 года) — казахский советский партийный деятель. Депутат Верховного Совета Казахской ССР 6-го и 7-го созывов.

## Биография
Родился в 1926 году в степи на территории современного Алгинского района Актюбинской области. В раннем возрасте осиротел. Воспитывался у своих родственников. В 1930 году вместе со своими опекунами переехал в Актюбинск. В 1942 году окончил среднюю школу № 6 в Актюбинске, после чего трудился секретарём в нотариальной конторе.
С августа 1942 — март 1943 года — старший писарь Отдельного запасного полка ПТР Южно-Уральского военного округа. Демобилизован по болезни. С марта 1943 по 1944 года — счетовод, стажёр-адвокат. В 1944 году окончил факультет казахского языка и литературы Актюбинского учительского института.
С июня 1944 года — рядовой, командир 2-го звена, командир 2-го отделения взвода автоматчиков, инструктор по разведке воинской части № 35328 Южно-Уральского военного округа, которая в начале 1945 года была переброшена на территорию самопровозглашённой Восточно-Туркестанской Революционной республики (современная провинция Синьцзян-Уйгурский автономный район) для участия в боях против гоминьдановских войск. В конце 1945 года получил серьёзное ранение и после излечения в январе 1946 года демобилизовался.
С января 1946 по 1948 года — на комсомольской работе: инструктор Актюбинского обкома ВЛКСМ, 1-й секретарь Алгинского райкома ВЛКСМ. С мая 1948 по октябрь 1949 года — заместитель, заведующий Актюбинского городского финансового отдела. С октября 1949 по сентябрь 1951 года — начальник Актюбинского областного управления гострудсберкасс и государственного кредита. С 1951 по 1954 года обучался во Всесоюзной финансовой школе в Ленинграде, после которого трудился инструктором отдела административных и торгово-финансовых органов Актюбинского обкома Компартии Казахстана.
С октября 1955 по декабрь 1962 года — 2-й, 1-й секретарь Темирского райкома партии. Занимался организацией сельскохозяйственного производства в Темирском районе. По результатам 1957 года был награждён Орденом «Знак Почёта». С июня по декабрь 1962 года — инструктор Актюбинского областного комитета Компартии Казахстана по Темирскому управлению сельским хозяйством.
С декабря 1962 по октябрь 1973 года — 1-й секретарь Челкарского райкома партии. С ноября 1973 по октябрь 1978 года — 1-й секретарь Карабутакского райкома партии. С осени 1978 по ноябрь 1984 года — заведующий финансовым отделом облисполкома Актюбинской области.
Дважды избирался депутатом Верховного Совета Казахской ССР VI и VII созывов (1963—1967; 1967—1971) от Челкарского городского округа, депутатом Актюбинского областного Совета народных депутатов, членом Пленума Актюбинского обкома.
Скончался в ноябре 1984 года.
Награды
- Орден «Знак Почёта» (11.01.1957)
- Орден Трудового Красного Знамени — дважды (22.03.1966; 08.04.1971)
- Орден Октябрьской Революции (1976)
- Орден Восточно-Туркестанской Республики (1945)

Память
Его именем названы улицы в Актобе и Шалкаре.